# ملاكو
ملاكو إحدى بلديات دائرة مدروسة بولاية تيارت الجزائرية. تبعد عنها مدينة تيارت حوالي 16كلم غربا.تم تأسيسها في القرن قبل الثامن عشر على يد الاتراك (نظرا لتواجد مباني عثمانية ) .لتكون من اقدم البلديات إداريا وذلك نسبة إلى أول شهادة ميلاد سنة 1862م.

## وصلات خارجية
- فيديو تاريخي حول ملاكو